# Стрельба в синагоге Питтсбурга
Массовый расстрел в синагоге «Древо жизни» (ивр. קהילת "עץ חיים"‎) в Питтсбурге, штат Пенсильвания, произошёл 27 октября 2018 года. Власти сообщили об одиннадцати погибших и шестерых раненых, включая четырёх полицейских. Подозреваемый, Роберт Бауэрс, был взят под стражу. Стрельба произошла в субботу в трёх разных конгрегациях, занимающих здание. Стрелявший, как сообщается, выкрикнул: «Все евреи должны умереть», прежде чем открыть огонь.

## Предыстория
Синагога «Древо жизни» — «традиционное, прогрессивное и эгалитарное собрание» — находится в районе Питтсбурга Скверрелл-Хилл, рядом с университетом Карнеги — Меллона, примерно в 8 км к востоку от центра Питтсбурга. Скверрелл-Хилл является одним из крупнейших еврейских районов в США, исторически он был центром еврейской общины Питтсбурга. В нём проживает 26 процентов еврейского населения города. «Древо жизни» — консервативная еврейская синагога, основанная в 1864 году в центре Питтсбурга. Современное здание синагоги, расположенное на пересечении Уилкинс-авеню и Шейди-авеню, построено в 1946 году. «Древо жизни» делит его с двумя другими иудейскими конгрегациями: «Дор Хадаш» (ивр. דור חדש‎), реконструктивистского толка, и «Новый свет», ещё одним консервативным собранием. Главный зал синагоги вмещает 1250 человек.

## Инцидент
Подозреваемый, описываемый свидетелями как белый мужчина с бородой, вошёл в здание и выкрикнул: «Все евреи должны умереть», прежде чем открыть огонь. В это время проходили три запланированные субботние утренние службы, одной из которых, как сообщается, было брит-мила, еврейское обрезание и наречение мальчиков восьми дней от роду. Как рассказал один из членов еврейской федерации Питтсбурга журналистам, в этот момент в здании находились от 60 до 100 человек.
Полиция получила звонки от людей, забаррикадировавшихся в здании во время стрельбы. Около 10:00 утра местного времени экстренные службы прибыли к синагоге.

## Жертвы
Одиннадцать человек были убиты. Сообщалось, что на первом этаже было убито три человека, четверо — в подвале синагоги и по меньшей мере один человек умер в здании. Четверо полицейских были расстреляны. Большинство жертв были доставлены в Пресвитерианский госпиталь и госпиталь «Милосердие» при университете Питтсбурга, в то время как раненый подозреваемый был отправлен в госпиталь Аллегени.

## Подозреваемый

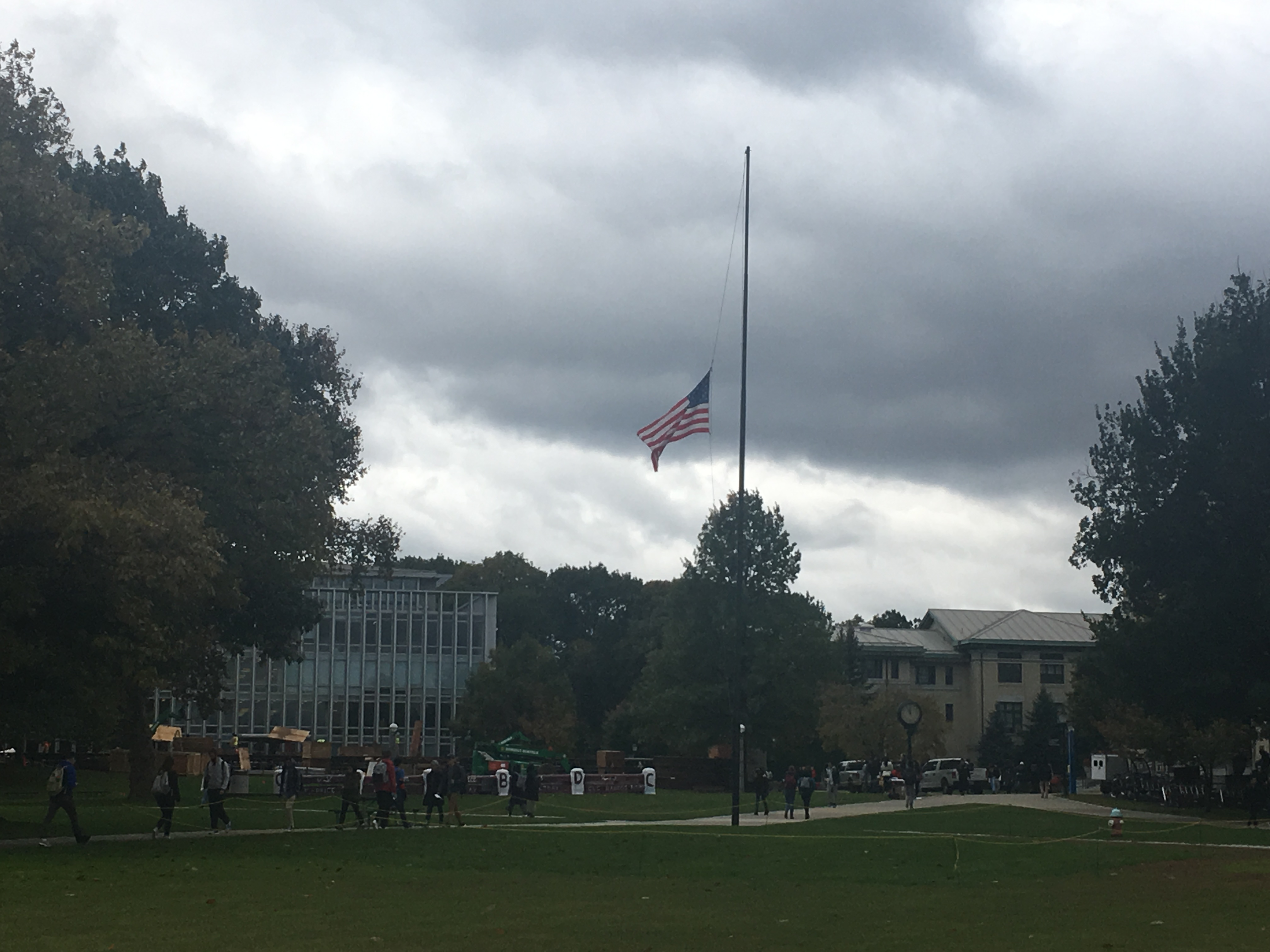
Университет Карнеги — Меллона понизил американский флаг до половины флагштока, чтобы оплакивать жертв.

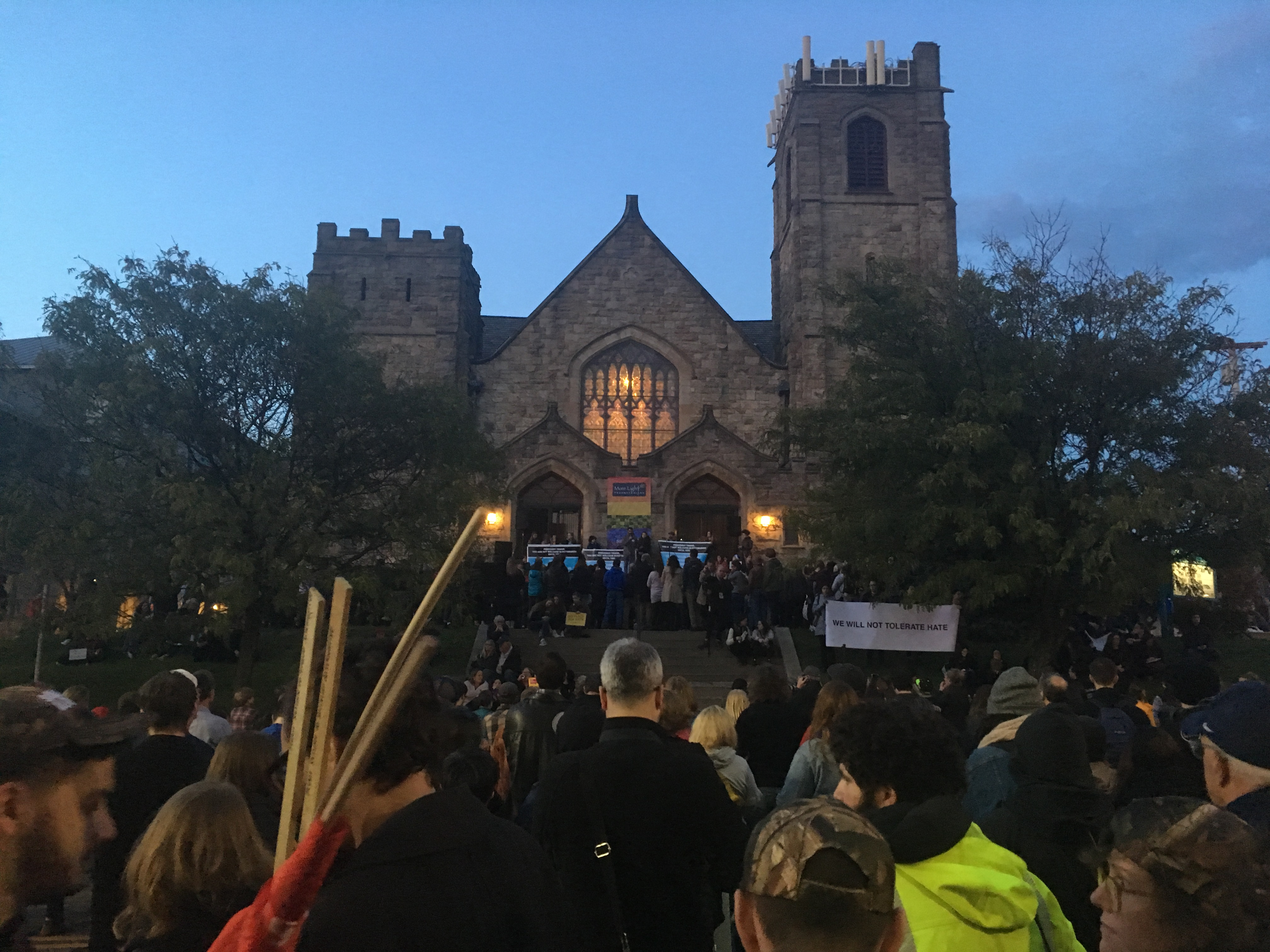
Люди собрались снова на перекрестке Форбса и Мюррей-Авеню перед Шестой Пресвитерианской церковью 30 октября. В тот же день президент Дональд Трамп посетил Питтсбург в ответ на инцидент со стрельбой.

Подозреваемый был опознан местными властями как Роберт Бауэрс, житель города Болдуин, штат Пенсильвания. Он был взят под стражу полицией после стрельбы и отправлен в больницу. Бауэрс был вооружён винтовкой, и официально подтверждено, что при нём были найдены как минимум три пистолета.
Профиль Бауэрса в социальной сети Gab.com был зарегистрирован в январе 2018 года под ником onedingo, его описание содержало фразу: «Евреи — дети сатаны (Иоанн 8:44). Господь Иисус Христос пришёл во плоти». Там же была размещена фотография с номером 1488 — числом, используемым неонацистами и расистами в качестве кодового лозунга (отсылка к «четырнадцати словам» Дэвида Лейна и нацистскому приветствию Хайль Гитлер). Бауэрс опубликовал один пост, отсылающий к идее белого геноцида. Также он публиковал репосты других антисемитски и неонацистски настроенных пользователей и отрицателей Холокоста.
За месяц до нападения Бауэрс разместил фотографии, демонстрирующие результаты его тренировок в стрельбе, и фото трёх пистолетов, назвав свою коллекцию «семьёй Глок».
По некоторым сообщениям, Бауэрс писал антисемитские посты относительно Национального шаббата беженцев (мероприятия ХИАС) за несколько недель перед расстрелом.
Незадолго до нападения Бауэрс написал на Gab, подразумевая иммигрантов в Соединённые Штаты, что «ХИАС нравится приводить сюда вторженцев, которые уничтожают наш народ. Я не могу сидеть и смотреть на резню моего народа. Плевать на то как это выглядит, я иду на дело.». Бауэрс также подверг критике президента Дональда Трампа как «глобалиста, а не националиста», находящегося под контролем евреев.

## Уголовное преследование
В декабре 2024 года, когда президент Джо Байден объявил о замене смертных приговоров 37 из 40 федеральных заключённых, приговорённых к смертной казни, на пожизненное заключение без возможности условно-досрочного освобождения, он исключил Роберта Бауэрса, а также Джохара Царнаева, совершившего взрыв на Бостонском марафоне в 2013 году, и Дилана Руфа, совершившего стрельбу в церкви в Чарлстоне в 2015 году, из-за их осуждений за терроризм или массовые убийства на почве ненависти.

## Реакция
Кампус университета Карнеги — Меллона был опечатан, а все университетские мероприятия были отменены до конца дня. Местные жители получили указания от полиции оставаться в своих домах и не выходить на улицу.